# Beemster kaas
Beemster is een merk Goudse kaas van boerencoöperatie Coöperatieve Zuivelonderneming Cono B.A. te Westbeemster. De kaas wordt gemaakt in een kaasmakerij in de polder de Beemster in Noord-Holland en is sinds 2005 onder deze naam in supermarkten verkrijgbaar.

## Voorgeschiedenis
Sedert de drooglegging omstreeks 1600 hebben zich agrarische activiteiten voorgedaan op het vruchtbare land van de Beemster. Aan het eind van de 19e eeuw gingen steeds meer boeren zich organiseren in coöperaties. 
De CONO is voortgekomen uit een samengaan van boerencoöperaties in Noord-Holland waarvan de oudste werd gesticht in 1901. In 1947 gingen de drie Noord-Hollandse kaasfabrieken Concordia uit Oudendijk, Ons Belang uit Middelie en De Tijd uit de Beemster samen in de coöperatie ‘De Combinatie’. Later kwamen Neerlandia uit Stompetoren en de coöperatie CFM De Vechtstreek erbij en produceerde ze behalve kaas, boter, melk en wei.
Bij haar 100-jarig bestaan in 2001 kreeg CONO het recht zich hofleverancier te noemen. In 2019 werd CONO eigenaar van vijf kaaswinkels in Amsterdam die samenwerken onder de Amsterdam Cheese Company. In Delft exploiteert CONO een delicatessenwinkel onder de naam t Kaas Lokaal'. 

## Beemster kaas
De Beemsterpolder is in 1999 uitgeroepen tot UNESCO Werelderfgoed en in 2014 werd een nieuwe duurzame kaasmakerij in de Beemster geopend. Duurzaamheid betekent dat wordt gestreefd naar minder watergebruik en dat de productie klimaatneutraal gecertificeerd is. Daarnaast lopen de koeien waarvan de melk afkomstig is ten minste 180 dagen in de wei. 
In 2002 is het concept Beemster kaas bedacht en in 2005 was het als merk in supermarkten verkrijgbaar. Onder de merknaam Beemster worden door CONO jonge, belegen en oude kaasvarianten aangeboden, maar ook onder meer 30+, biologisch en komijn. Beemster geldt als een van de meest duurzaam geproduceerde Nederlandse kazen.